# ماریو گالینا
ماریو گالینا (ایتالیایی: Mario Gallina؛ ‏ ۲۳ مارس ۱۸۸۹ – ۲۶ سپتامبر ۱۹۵۰) هنرپیشه و صداپیشه اهل ایتالیا بود.
از فیلم‌هایی که وی در آن نقش داشته‌است، می‌توان به شاهزاده سیندرلا، بچه‌ها نگاهمان می‌کنند، کارمن و مارکو ویسکونتی اشاره کرد.